# Astrid Farnsworth
Astrid Farnsworth è un personaggio immaginario della serie televisiva Fringe, interpretato dall'attrice Jasika Nicole.

## Storia del personaggio

### Realtà
Astrid Farnsworth è un agente dell'FBI impegnata come assistente di Olivia. È di stanza nel laboratorio di Walter, che non ricorda il suo nome (chiamandola spesso "Aspirina", "Asteroide", "Asterix" o "Astro"). Sebbene gran parte del suo lavoro consista nel badare a Walter e a che non combini troppi guai, ha comunque un certo numero di competenze che sono utili nel corso dei vari casi, come la crittoanalisi e la conoscenza del latino; è anche esperta di linguistica ed è un'abile hacker. Orfana di madre in giovane età, è molto vicina al padre che, anche se non sa cosa faccia di preciso la figlia nell'FBI, è molto orgoglioso di lei.

### Realtà alternativa
Nell'universo parallelo Astrid è un'esperta militare nel campo statistico. Rispetto al suo doppio, questa Astrid presenta un carattere più freddo e più disciplinato, caratteristiche esacerbate da una sindrome di Asperger. Anche lei rimasta molto presto orfana di madre, ma al contrario dell'altra Astrid, il padre è sempre stato molto freddo con lei a causa della sua sindrome. È molto golosa di caffè, bevanda introvabile nel suo mondo, motivo per cui l'altra Astrid farà in modo di fargliene regalo quando si incontreranno.